# Spirinchus thaleichthys
Spirinchus thaleichthys е вид лъчеперка от семейство Osmeridae. Видът не е застрашен от изчезване.

## Разпространение и местообитание
Разпространен е в Канада и САЩ.
Обитава крайбрежията и пясъчните дъна на сладководни и полусолени басейни, океани, морета, заливи и реки. Среща се на дълбочина от 9,6 до 114 m, при температура на водата от 6,9 до 9 °C и соленост 31,5 – 32,7 ‰.

## Описание
На дължина достигат до 20 cm.
Продължителността им на живот е около 3 години.